# Đấu kiếm tại Đại hội Thể thao Đông Nam Á 2021
Đấu kiếm là một trong những môn thể thao được tranh tài tại Đại hội Thể thao Đông Nam Á 2021 ở Việt Nam, được tổ chức từ ngày 13 đến 18 tháng 05 năm 2022  tại Cung Điền kinh trong nhà, đường Trần Hữu Dực, phường Cầu Diễn, quận Nam Từ Liêm, thành phố Hà Nội.

## Nội dung thi đấu
Chương trình thi đấu môn Đấu kiếm gồm Mười hai (12) nội dung, bao gồm: Sáu (6) Nội dung cho nam, Sáu (6) nội dung cho nữ: Kiếm ba cạnh cá nhân, Kiếm chém cá nhân, Kiếm liễu cá nhân, Kiếm ba cạnh đồng đội, Kiếm chém đồng đội, Kiếm liễu đồng đội.

## Chương trình thi đấu
| Ngày  | Giờ         | Giới tính | Nội dung              | Tiến trình                       |
| ----- | ----------- | --------- | --------------------- | -------------------------------- |
| 13/05 | 10:00-15:00 | Nữ        | Cá nhân kiếm ba cạnh  | Vòng sơ loại Vòng loại trực tiếp |
| 13/05 | 10:00-15:00 | Nam       | Cá nhân kiếm chém     | Vòng sơ loại Vòng loại trực tiếp |
| 13/05 | 10:00-15:00 | Nữ        | Cá nhân kiếm ba cạnh  | Bán kết Chung kết                |
| 13/05 | 10:00-15:00 | Nam       | Cá nhân kiếm chém     | Bán kết Chung kết                |
| 14/05 | 10:00-15:00 | Nữ        | Cá nhân kiếm liễu     | Vòng sơ loại Vòng loại trực tiếp |
| 14/05 | 10:00-15:00 | Nam       | Cá nhân kiếm ba cạnh  | Vòng sơ loại Vòng loại trực tiếp |
| 14/05 | 10:00-15:00 | Nữ        | Cá nhân kiếm liễu     | Bán kết Chung kết                |
| 14/05 | 10:00-15:00 | Nam       | Cá nhân kiếm ba cạnh  | Bán kết Chung kết                |
| 15/05 | 10:00-15:00 | Nữ        | Cá nhân kiếm chém     | Vòng sơ loại Vòng loại trực tiếp |
| 15/05 | 10:00-15:00 | Nam       | Cá nhân kiếm liễu     | Vòng sơ loại Vòng loại trực tiếp |
| 15/05 | 10:00-15:00 | Nữ        | Cá nhân kiếm chém     | Bán kết Chung kết                |
| 15/05 | 10:00-15:00 | Nam       | Cá nhân kiếm liễu     | Bán kết Chung kết                |
| 16/05 | 10:00-15:00 | Nữ        | Đồng đội kiếm ba cạnh | Vòng sơ loại Vòng loại trực tiếp |
| 16/05 | 10:00-15:00 | Nam       | Đồng đội kiếm chém    | Vòng sơ loại Vòng loại trực tiếp |
| 16/05 | 10:00-15:00 | Nữ        | Đồng đội kiếm ba cạnh | Bán kết Chung kết                |
| 16/05 | 10:00-15:00 | Nam       | Đồng đội kiếm chém    | Bán kết Chung kết                |
| 17/05 | 10:00-15:00 | Nữ        | Đồng đội kiếm liễu    | Vòng sơ loại Vòng loại trực tiếp |
| 17/05 | 10:00-15:00 | Nam       | Đồng đội kiếm ba cạnh | Vòng sơ loại Vòng loại trực tiếp |
| 17/05 | 10:00-15:00 | Nữ        | Đồng đội kiếm liễu    | Bán kết Chung kết                |
| 17/05 | 10:00-15:00 | Nam       | Đồng đội kiếm ba cạnh | Bán kết Chung kết                |
| 18/05 | 10:00-15:00 | Nữ        | Đồng đội kiếm chém    | Vòng sơ loại Vòng loại trực tiếp |
| 18/05 | 10:00-15:00 | Nam       | Đồng đội kiếm liễu    | Vòng sơ loại Vòng loại trực tiếp |
| 18/05 | 10:00-15:00 | Nữ        | Đồng đội kiếm chém    | Bán kết Chung kết                |
| 18/05 | 10:00-15:00 | Nam       | Đồng đội kiếm liễu    | Bán kết Chung kết                |

## Bảng tổng sắp huy chương các nội dung
| Hạng               | Đoàn               | Vàng | Bạc | Đồng | Tổng số |
| ------------------ | ------------------ | ---- | --- | ---- | ------- |
| 1                  | Singapore          | 6    | 4   | 5    | 15      |
| 2                  | Việt Nam           | 5    | 1   | 5    | 11      |
| 3                  | Philippines        | 1    | 3   | 4    | 8       |
| 4                  | Thái Lan           | 0    | 3   | 7    | 10      |
| 5                  | Malaysia           | 0    | 1   | 3    | 4       |
| Tổng số (5 đơn vị) | Tổng số (5 đơn vị) | 12   | 12  | 24   | 48      |

| Nội dung                  | Vàng | Bạc                                                                                          | Đồng |
| ------------------------- | --- | -------------------------------------------------------------------------------------------- | --- |
| Kiếm ba cạnh cá nhân nam  | Nguyễn Tiến Nhật · Việt Nam                                                                                 | Jose Garcia Noelito Jr. · Philippines                                                        | Koh I Jie · Malaysia |
| Kiếm ba cạnh cá nhân nam  | Nguyễn Tiến Nhật · Việt Nam                                                                                 | Jose Garcia Noelito Jr. · Philippines                                                        | Simon Renjie Lee · Singapore |
| Kiếm ba cạnh cá nhân nữ   | Elle Koh · Singapore                                                                                        | Kiria Tikanah · Singapore                                                                    | Korawan Thanee · Thái Lan |
| Kiếm ba cạnh cá nhân nữ   | Elle Koh · Singapore                                                                                        | Kiria Tikanah · Singapore                                                                    | Vũ Thị Hồng · Việt Nam |
| Kiếm chém cá nhân nam     | Jonathan Au Eong · Singapore                                                                                | Nathaniel Perez · Philippines                                                                | Hans Yoong · Malaysia |
| Kiếm chém cá nhân nam     | Jonathan Au Eong · Singapore                                                                                | Nathaniel Perez · Philippines                                                                | Nguyễn Minh Quang · Việt Nam |
| Kiếm chém cá nhân nữ      | Samantha Catantan · Philippines                                                                             | Maxine Wong · Singapore                                                                      | Kemei Cheung · Singapore |
| Kiếm chém cá nhân nữ      | Samantha Catantan · Philippines                                                                             | Maxine Wong · Singapore                                                                      | Chayanutphat Shinnakerdchoke · Thái Lan                                                                                          |
| Kiếm liễu cá nhân nam     | Vũ Thành An · Việt Nam                                                                                      | Voragun Srinualnad · Thái Lan                                                                | Ruangrit Haekerd · Thái Lan |
| Kiếm liễu cá nhân nam     | Vũ Thành An · Việt Nam                                                                                      | Voragun Srinualnad · Thái Lan                                                                | Chan Phu Xien · Singapore |
| Kiếm liễu cá nhân nữ      | Bùi Thị Thu Hà · Việt Nam                                                                                   | Jessica Ong · Singapore                                                                      | Jolie Lee · Singapore |
| Kiếm liễu cá nhân nữ      | Bùi Thị Thu Hà · Việt Nam                                                                                   | Jessica Ong · Singapore                                                                      | Phùng Thị Khánh Linh · Việt Nam                                                                                                  |
| Kiếm ba cạnh đồng đội nam | Singapore · Jian Tong Si To · Simon Renjie Lee · Mun Hou Samson Lee · Elliot Yi Heng Han                    | Việt Nam · Nguyễn Phước Đến · Trần Út Ngọc · Đặng Tuấn Anh · Nguyễn Tiến Nhật                | Malaysia · I Jie Koh · Mohamad Roslan Mohamed · Isaac Seet Kai Xuan · Kelvyn Mancheng Kok                                        |
| Kiếm ba cạnh đồng đội nam | Singapore · Jian Tong Si To · Simon Renjie Lee · Mun Hou Samson Lee · Elliot Yi Heng Han                    | Việt Nam · Nguyễn Phước Đến · Trần Út Ngọc · Đặng Tuấn Anh · Nguyễn Tiến Nhật                | Thái Lan · Nattiphong Singkham · Chinnaphat Chaloemchanen · Korakote Juengamnuaychai                                             |
| Kiếm ba cạnh đồng đội nữ  | Singapore · Kiria Tikanah · Elle Koh · Victoria Lim · Rebecca Ong                                           | Thái Lan · Kanyapat Meechai · Korawan Thanee · Pacharaporn Vasanasomsithi                    | Philippines · Justine Gail Tinio · Wilhelmina Lozada · Anna Gabriella Guinto · Ivy Claire Dinoy                                  |
| Kiếm ba cạnh đồng đội nữ  | Singapore · Kiria Tikanah · Elle Koh · Victoria Lim · Rebecca Ong                                           | Thái Lan · Kanyapat Meechai · Korawan Thanee · Pacharaporn Vasanasomsithi                    | Việt Nam · Nguyễn Phương Kim · Vũ Thị Hồng · Nguyễn Thị Trang · Nguyễn Thị Kiều Oanh                                             |
| Kiếm chém đồng đội nam    | Singapore · Kieren Hoy-In Lock · Tian Wei Jonathan Au Eong · Matthew James Quan Rong Lim · Joel Ka Jyn Chiu | Malaysia · Hans Wei Shen Yoong · Xing Han Cheng · Hong Li Chong · Kaerlan Vinod Kamalanathan | Philippines · Nathaniel Perez Mangubat · Sammuel Tranquilan Lopez · Michael Nicanor Porto · Prince John Francis S. Felipe Santos |
| Kiếm chém đồng đội nam    | Singapore · Kieren Hoy-In Lock · Tian Wei Jonathan Au Eong · Matthew James Quan Rong Lim · Joel Ka Jyn Chiu | Malaysia · Hans Wei Shen Yoong · Xing Han Cheng · Hong Li Chong · Kaerlan Vinod Kamalanathan | Thái Lan · Phatthanaphong Srisawat · Sitsadipat Doungpatra · Notethakod Wangpaisit                                               |
| Kiếm chém đồng đội nữ     | Singapore · Maxine Wong · Cheung Kemei · Chloe Ng · Denyse Chan                                             | Philippines · Samantha Catantan · Maxine Esteban · Wilhelmina Lozada · Justine Gail Tinio    | Thái Lan · Chayanutphat Shinnakerdchoke · Chayada Smithisukul · Sasinpat Doungpattra                                             |
| Kiếm chém đồng đội nữ     | Singapore · Maxine Wong · Cheung Kemei · Chloe Ng · Denyse Chan                                             | Philippines · Samantha Catantan · Maxine Esteban · Wilhelmina Lozada · Justine Gail Tinio    | Việt Nam · Đỗ Thị Anh · Nguyễn Thị Thu Phương · Lưu Thị Thanh Nhàn · Nguyễn Thị Thu Phương                                       |
| Kiếm liễu đồng đội nam    | Việt Nam · Nguyễn Văn Quyết · Nguyễn Xuân Lợi · Tô Đức Anh · Vũ Thành An                                    | Thái Lan · Ruangrit Haekerd · Voragun Srinualnad · Panachai Wiriyatangsakul                  | Philippines · Sandro Antonio Sia · Eunice Villanueva · John Paul Dayro · Christian Concepcion                                    |
| Kiếm liễu đồng đội nam    | Việt Nam · Nguyễn Văn Quyết · Nguyễn Xuân Lợi · Tô Đức Anh · Vũ Thành An                                    | Thái Lan · Ruangrit Haekerd · Voragun Srinualnad · Panachai Wiriyatangsakul                  | Singapore · Choy Yu Yong · Chan Phu Xien · Dan Wei Zuo · Jorelle See                                                             |
| Kiếm liễu đồng đội nữ     | Việt Nam · Phùng Thị Khánh Linh · Bùi Thị Thu Hà · Phạm Thị Thu Hoài · Đỗ Thị Tâm                           | Singapore · Jolie Lee · Lee Kar Moon · Nicole Wee · Jessica Ong                              | Philippines · Jylyn Nicanor Porto · Queen Denise Dalmacio Geroche · Allaine Nicole Cortey Palomo · Kemberly Camahalan Catacutan  |
| Kiếm liễu đồng đội nữ     | Việt Nam · Phùng Thị Khánh Linh · Bùi Thị Thu Hà · Phạm Thị Thu Hoài · Đỗ Thị Tâm                           | Singapore · Jolie Lee · Lee Kar Moon · Nicole Wee · Jessica Ong                              | Thái Lan · Tonkhaw Phokaew · Bandhita Srinualnad · Onwipha Innurak                                                               |